# Ippolito d’Este (1479–1520)
Ippolito d’Este (ur. 20 marca albo 20 listopada 1479 w Ferrarze, zm. 3 września 1520 tamże) – włoski kardynał.

## Życiorys
Urodził się 20 marca albo 20 listopada 1479 roku w Ferrarze, jako syn Herkulesa d’Este i Eleonory Aragońskiej. Za namową swojej ciotki Beatrycze, w 1487 roku został wybrany na arcybiskupa Ostrzyhomia, jednak Innocenty VIII nie chciał zatwierdzić nominacji, z uwagi na zbyt młody wiek d’Estego. Papież ostatecznie zgodził się mianować go administratorem apostolskim, pod warunkiem, że sakra zostanie mu udzielona dopiero po osiągnięciu kanonicznego wieku. W młodości był protonotariuszem apostolskim i został ojcem dwóch nieślubnych synów. Studiował w Królestwie Węgierskim, w wieku 18 lat został samodzielnym administratorem diecezji, a od około 1494 do 1497 – arcybiskupem. 23 września 1493 roku został kreowany kardynałem diakonem i otrzymał diakonię Santa Lucia in Orphea. Pełnił rolę administratora apostolskiego różnych diecezji: Mediolanu (1497–1519), Eger (1497–1520), Kapui (1502–1520), Ferrary (1503–1520) i Modeny (1507–1520). We wrześniu 1501 roku został archiprezbiterem bazyliki watykańskiej. Pod koniec roku uczestniczył w weselu swojego brata, Alfonsa d’Este i Lukrecji Borgii. Podczas wojen włoskich walczył u boku swojego brata, przeciwko Republice Weneckiej oraz przeciwko Juliuszowi II (m.in. wziął czynny udział w bitwie pod Polesellą). Obawiając się gniewu papieskiego, w 1510 roku uciekł do swojej diecezji w Ostrzyhomiu, by znaleźć się pod ochroną króla Władysława Jagiellończyka. Rok później podpisał dokument wzywający Juliusza II do stawienia się na soborze pizańskim, jednak potem wycofał się z tej deklaracji, dzięki czemu mógł bezpiecznie wrócić do Ferrary. W 1513 roku Leon X zrehabilitował i ułaskawił kardynała i jego krewnych za udział w wojnach włoskich, a kilka lat później wysłał d’Estego by uczestniczył w zaślubinach jego kuzynki Bony Sforzy i Zygmunta Starego. W latach 1519–1520 kardynał był protodiakonem. Objął swoim mecenatem artystycznem Ludovica Ariostę. Zmarł 3 września 1520 roku w Ferrarze.